# Риба лисица
Рибата лисица (Crossocheilus oblongus) е вид дънна сладководна риба от семейство Шаранови.

## Разпространение и местообитание
Среща се в континенталната част на Югоизточна Азия, както и на Малайския полуостров. Естествените ѝ местообитания са потоците и реките, както и наводнените гори по време на дъждовния сезон.

## Описание
Тези риби имат издължено тяло, което може да нарасне на дължина до 16 cm. Перките им са почти прозрачни, без видими петна по тях. От двете си страни имат по една черна ивица, която се простира от върха на носа до края на опашната перка. Обикновено женските са малко по-дебели, отколкото мъжките.